# 1978-as labdarúgó-világbajnokság (keretek)
Itt láthatóak az 1978-as labdarúgó-világbajnokság játékoskeretei.

## 1. csoport

### Argentína
Szövetségi kapitány: César Luis Menotti
| Szám | Poszt | Név                  | Születési dátum (Kor)         | Vál. | Klub                |
| ---- | ----- | -------------------- | ----------------------------- | ---- | ------------------- |
| 1    | KP    | Norberto Alonso      | 1953. január 4. (25 éves)     |      | River Plate         |
| 2    | KP    | Osvaldo Ardiles      | 1952. augusztus 3. (25 éves)  |      | Huracán             |
| 3    | K     | Héctor Baley         | 1950. november 16. (27 éves)  |      | Huracán             |
| 4    | KP    | Daniel Bertoni       | 1955. március 14. (23 éves)   |      | Independiente       |
| 5    | K     | Ubaldo Fillol        | 1950. július 21. (27 éves)    |      | River Plate         |
| 6    | KP    | Américo Gallego      | 1955. április 25. (23 éves)   |      | Newell’s Old Boys   |
| 7    | V     | Luis Galván          | 1948. február 24. (30 éves)   |      | Talleres de Córdoba |
| 8    | KP    | Rubén Galván         | 1952. április 7. (26 éves)    |      | Independiente       |
| 9    | CS    | René Houseman        | 1953. július 19. (24 éves)    |      | Huracán             |
| 10   | CS    | Mario Kempes         | 1954. július 15. (23 éves)    |      | Valencia            |
| 11   | V     | Daniel Killer        | 1949. december 21. (28 éves)  |      | Racing Club         |
| 12   | KP    | Omar Larrosa         | 1947. november 18. (30 éves)  |      | Independiente       |
| 13   | K     | Ricardo La Volpe     | 1952. február 6. (26 éves)    |      | San Lorenzo         |
| 14   | CS    | Leopoldo Luque       | 1949. május 3. (29 éves)      |      | River Plate         |
| 15   | V     | Jorge Olguín         | 1952. május 17. (26 éves)     |      | San Lorenzo         |
| 16   | CS    | Oscar Ortiz          | 1953. április 8. (25 éves)    |      | River Plate         |
| 17   | KP    | Miguel Oviedo        | 1950. október 12. (27 éves)   |      | Talleres de Córdoba |
| 18   | V     | Rubén Pagnanini      | 1949. január 31. (29 éves)    |      | Independiente       |
| 19   | V     | Daniel Passarella    | 1953. május 25. (25 éves)     |      | River Plate         |
| 20   | V     | Alberto Tarantini    | 1955. december 3. (22 éves)   |      | Boca Juniors        |
| 21   | CS    | José Daniel Valencia | 1955. október 3. (22 éves)    |      | Talleres de Córdoba |
| 22   | KP    | Ricardo Villa        | 1952. augusztus 18. (25 éves) |      | Racing Club         |

### Franciaország
Szövetségi kapitány: Michel Hidalgo
| Szám | Poszt | Név                        | Születési dátum (Kor)          | Vál. | Klub          |
| ---- | ----- | -------------------------- | ------------------------------ | ---- | ------------- |
| 1    | K     | Dominique Baratelli        | 1947. december 26. (30 éves)   |      | Nice          |
| 2    | V     | Patrick Battiston          | 1957. március 12. (21 éves)    |      | Metz          |
| 3    | V     | Maxime Bossis              | 1955. június 26. (22 éves)     |      | Nantes        |
| 4    | V     | Gérard Janvion             | 1953. augusztus 21. (24 éves)  |      | Saint-Étienne |
| 5    | V     | François Bracci            | 1951. november 3. (26 éves)    |      | Marseille     |
| 6    | V     | Christian Lopez            | 1953. március 15. (25 éves)    |      | Saint-Étienne |
| 7    | V     | Patrice Rio                | 1948. augusztus 15. (29 éves)  |      | Nantes        |
| 8    | V     | Marius Trésor              | 1950. január 15. (28 éves)     |      | Marseille     |
| 9    | KP    | Dominique Bathenay         | 1954. február 13. (24 éves)    |      | Saint-Étienne |
| 10   | KP    | Jean-Marc Guillou          | 1945. december 20. (32 éves)   |      | Nice          |
| 11   | KP    | Henri Michel               | 1947. október 28. (30 éves)    |      | Nantes        |
| 12   | KP    | Claude Papi                | 1949. április 16. (29 éves)    |      | Bastia        |
| 13   | KP    | Jean Petit                 | 1949. szeptember 25. (28 éves) |      | AS Monaco     |
| 14   | CS    | Marc Berdoll               | 1953. április 6. (25 éves)     |      | Marseille     |
| 15   | KP    | Michel Platini             | 1955. június 21. (22 éves)     |      | Nancy         |
| 16   | CS    | Christian Dalger           | 1949. december 19. (28 éves)   |      | AS Monaco     |
| 17   | CS    | Bernard Lacombe            | 1952. augusztus 15. (25 éves)  |      | Lyon          |
| 18   | CS    | Dominique Rocheteau        | 1955. január 14. (23 éves)     |      | Saint-Étienne |
| 19   | CS    | Didier Six                 | 1954. augusztus 21. (23 éves)  |      | Lens          |
| 20   | CS    | Olivier Rouyer             | 1955. december 1. (22 éves)    |      | Nancy         |
| 21   | K     | Jean-Paul Bertrand-Demanes | 1952. május 23. (26 éves)      |      | Nantes        |
| 22   | K     | Dominique Dropsy           | 1951. december 9. (26 éves)    |      | Strasbourg    |

### Magyarország
Szövetségi kapitány: Baróti Lajos
| Szám | Poszt | Név             | Születési dátum (Kor)         | Vál. | Klub            |
| ---- | ----- | --------------- | ----------------------------- | ---- | --------------- |
| 1    | K     | Gujdár Sándor   | 1951. november 8. (26 éves)   | 19   | Bp. Honvéd      |
| 2    | V     | Török Péter     | 1951. április 18. (27 éves)   | 29   | Vasas SC        |
| 3    | V     | Kocsis István   | 1949. október 6. (28 éves)    | 6    | Bp. Honvéd      |
| 4    | V     | Tóth József     | 1951. december 2. (26 éves)   | 25   | Újpesti Dózsa   |
| 5    | KP    | Zombori Sándor  | 1951. október 31. (26 éves)   | 16   | Vasas SC        |
| 6    | V     | Kereki Zoltán   | 1953. július 13. (24 éves)    | 24   | Haladás VSE     |
| 7    | CS    | Fazekas László  | 1947. október 15. (30 éves)   | 71   | Újpesti Dózsa   |
| 8    | KP    | Nyilasi Tibor   | 1955. január 18. (23 éves)    | 26   | Ferencvárosi TC |
| 9    | CS    | Törőcsik András | 1955. május 1. (23 éves)      | 11   | Újpesti Dózsa   |
| 10   | KP    | Pintér Sándor   | 1950. július 18. (27 éves)    | 32   | Bp. Honvéd      |
| 11   | CS    | Várady Béla     | 1953. április 12. (25 éves)   | 28   | Vasas SC        |
| 12   | V     | Martos Győző    | 1949. december 15. (28 éves)  | 11   | Ferencvárosi TC |
| 13   | KP    | Csapó Károly    | 1952. február 23. (26 éves)   | 5    | Tatabányai BSC  |
| 14   | V     | Bálint László   | 1948. február 1. (30 éves)    | 54   | Ferencvárosi TC |
| 15   | V     | Rab Tibor       | 1955. október 2. (22 éves)    | 11   | Ferencvárosi TC |
| 16   | KP    | Halász István   | 1951. október 12. (26 éves)   | 3    | Tatabányai BSC  |
| 17   | CS    | Pusztai László  | 1946. március 1. (32 éves)    | 22   | Ferencvárosi TC |
| 18   | KP    | Nagy László     | 1949. október 21. (28 éves)   | 21   | Újpesti Dózsa   |
| 19   | CS    | Tóth András     | 1949. szeptember 5. (28 éves) | 14   | Újpesti Dózsa   |
| 20   | KP    | Fülöp Ferenc    | 1955. február 22. (23 éves)   | 0    | MTK-VM          |
| 21   | K     | Mészáros Ferenc | 1950. április 11. (28 éves)   | 13   | Vasas SC        |
| 22   | K     | Kovács László   | 1951. április 24. (27 éves)   | 12   | Videoton SC     |

### Olaszország
Szövetségi kapitány: Enzo Bearzot
| Szám | Poszt | Név                  | Születési dátum (Kor)          | Vál. | Klub           |
| ---- | ----- | -------------------- | ------------------------------ | ---- | -------------- |
| 1    | K     | Dino Zoff            | 1942. február 28. (36 éves)    |      | Juventus       |
| 2    | V     | Mauro Bellugi        | 1950. február 7. (28 éves)     |      | Bologna        |
| 3    | V     | Antonio Cabrini      | 1957. október 8. (20 éves)     |      | Juventus       |
| 4    | V     | Antonello Cuccureddu | 1949. október 4. (28 éves)     |      | Juventus       |
| 5    | V     | Claudio Gentile      | 1953. szeptember 27. (24 éves) |      | Juventus       |
| 6    | V     | Aldo Maldera         | 1953. október 14. (24 éves)    |      | AC Milan       |
| 7    | V     | Lionello Manfredonia | 1956. november 27. (21 éves)   |      | Lazio          |
| 8    | V     | Gaetano Scirea       | 1953. május 25. (25 éves)      |      | Juventus       |
| 9    | KP    | Giancarlo Antognoni  | 1954. április 1. (24 éves)     |      | Fiorentina     |
| 10   | KP    | Romeo Benetti        | 1945. október 20. (32 éves)    |      | Juventus       |
| 11   | KP    | Eraldo Pecci         | 1955. április 12. (23 éves)    |      | Torino         |
| 12   | K     | Paolo Conti          | 1950. április 1. (28 éves)     |      | AS Roma        |
| 13   | KP    | Patrizio Sala        | 1955. június 16. (22 éves)     |      | Torino         |
| 14   | KP    | Marco Tardelli       | 1954. szeptember 24. (23 éves) |      | Juventus       |
| 15   | KP    | Renato Zaccarelli    | 1951. január 18. (27 éves)     |      | Torino         |
| 16   | KP    | Franco Causio        | 1949. február 1. (29 éves)     |      | Juventus       |
| 17   | KP    | Claudio Sala         | 1947. szeptember 8. (30 éves)  |      | Torino         |
| 18   | CS    | Roberto Bettega      | 1950. december 27. (27 éves)   |      | Juventus       |
| 19   | CS    | Francesco Graziani   | 1952. december 16. (25 éves)   |      | Torino         |
| 20   | CS    | Paolo Pulici         | 1950. április 27. (28 éves)    |      | Torino         |
| 21   | CS    | Paolo Rossi          | 1956. szeptember 23. (21 éves) |      | Vicenza        |
| 22   | K     | Ivano Bordon         | 1951. április 13. (27 éves)    |      | Internazionale |

## 2. csoport

### Mexikó
Szövetségi kapitány: José Antonio Roca
| Szám | Poszt | Név                  | Születési dátum (Kor)          | Vál. | Klub                    |
| ---- | ----- | -------------------- | ------------------------------ | ---- | ----------------------- |
| 1    | K     | José Pilar Reyes     | 1955. október 12. (22 éves)    |      | UANL Tigres             |
| 2    | V     | Manuel Nájera        | 1952. december 20. (25 éves)   |      | Universidad Guadalajara |
| 3    | V     | Alfredo Tena         | 1956. november 21. (21 éves)   |      | Club América            |
| 4    | V     | Eduardo Ramos        | 1949. november 8. (28 éves)    |      | Chivas                  |
| 5    | V     | Arturo Vázquez Ayala | 1949. június 26. (28 éves)     |      | Pumas                   |
| 6    | KP    | Guillermo Mendizábal | 1954. október 8. (23 éves)     |      | Cruz Azul               |
| 7    | KP    | Antonio de la Torre  | 1951. szeptember 21. (26 éves) |      | Club América            |
| 8    | CS    | Enrique López Zarza  | 1957. október 25. (20 éves)    |      | Pumas                   |
| 9    | CS    | Víctor Rangel        | 1957. március 11. (21 éves)    |      | Chivas                  |
| 10   | KP    | Cristóbal Ortega     | 1956. július 25. (21 éves)     |      | Club América            |
| 11   | CS    | Hugo Sánchez         | 1958. július 11. (19 éves)     |      | Pumas                   |
| 12   | V     | Jesús Martínez       | 1952. június 7. (25 éves)      |      | Club América            |
| 13   | V     | Rigoberto Cisneros   | 1953. augusztus 15. (24 éves)  |      | Deportivo Toluca        |
| 14   | V     | Carlos Gómez         | 1952. augusztus 16. (25 éves)  |      | Club León               |
| 15   | V     | Ignacio Flores       | 1953. július 31. (24 éves)     |      | Cruz Azul               |
| 16   | KP    | Javier Cárdenas      | 1952. december 8. (25 éves)    |      | Deportivo Toluca        |
| 17   | KP    | Leonardo Cuéllar     | 1952. január 14. (26 éves)     |      | Pumas                   |
| 18   | KP    | Gerardo Lugo         | 1955. március 13. (23 éves)    |      | CF Atlante              |
| 19   | CS    | Hugo René Rodríguez  | 1959. március 14. (19 éves)    |      | Santos Laguna           |
| 20   | CS    | Mario Medina         | 1952. szeptember 2. (25 éves)  |      | Deportivo Toluca        |
| 21   | CS    | Raúl Isiordia        | 1952. december 22. (25 éves)   |      | Atlético Español        |
| 22   | K     | Pedro Soto           | 1952. október 22. (25 éves)    |      | Club América            |

### Lengyelország
Szövetségi kapitány: Jacek Gmoch
| Szám | Poszt | Név                  | Születési dátum (Kor)          | Vál. | Klub               |
| ---- | ----- | -------------------- | ------------------------------ | ---- | ------------------ |
| 1    | K     | Jan Tomaszewski      | 1948. január 9. (30 éves)      |      | ŁKS Łódź           |
| 2    | CS    | Włodzimierz Mazur    | 1954. április 18. (24 éves)    |      | Zagłębie Sosnowiec |
| 3    | V     | Henryk Maculewicz    | 1950. április 24. (28 éves)    |      | Wisła Kraków       |
| 4    | V     | Antoni Szymanowski   | 1951. január 13. (27 éves)     |      | Wisła Kraków       |
| 5    | KP    | Adam Nawałka         | 1957. október 23. (20 éves)    |      | Wisła Kraków       |
| 6    | V     | Jerzy Gorgoń         | 1949. július 18. (28 éves)     |      | Górnik Zabrze      |
| 7    | CS    | Andrzej Iwan         | 1959. november 10. (18 éves)   |      | Wisła Kraków       |
| 8    | KP    | Henryk Kasperczak    | 1946. július 10. (31 éves)     |      | Stal Mielec        |
| 9    | V     | Władysław Żmuda      | 1954. június 6. (23 éves)      |      | Śląsk Wrocław      |
| 10   | V     | Wojciech Rudy        | 1952. október 24. (25 éves)    |      | Zagłębie Sosnowiec |
| 11   | KP    | Bohdan Masztaler     | 1949. szeptember 19. (28 éves) |      | ŁKS Łódź           |
| 12   | KP    | Kazimierz Deyna      | 1947. október 23. (30 éves)    |      | Legia Warszawa     |
| 13   | V     | Janusz Kupcewicz     | 1955. december 9. (22 éves)    |      | Arka Gdynia        |
| 14   | V     | Mirosław Justek      | 1948. szeptember 23. (29 éves) |      | KKS Lech Poznań    |
| 15   | KP    | Marek Kusto          | 1954. április 29. (24 éves)    |      | Legia Warszawa     |
| 16   | CS    | Grzegorz Lato        | 1950. április 8. (28 éves)     |      | Stal Mielec        |
| 17   | CS    | Andrzej Szarmach     | 1950. október 3. (27 éves)     |      | Stal Mielec        |
| 18   | KP    | Zbigniew Boniek      | 1956. március 3. (22 éves)     |      | Widzew Łódź        |
| 19   | CS    | Włodzimierz Lubański | 1947. február 28. (31 éves)    |      | KSC Lokeren        |
| 20   | V     | Roman Wójcicki       | 1958. január 8. (20 éves)      |      | Odra Opole         |
| 21   | K     | Zygmunt Kukla        | 1948. január 21. (30 éves)     |      | Stal Mielec        |
| 22   | K     | Zdzisław Kostrzewa   | 1955. október 26. (22 éves)    |      | Zagłębie Sosnowiec |

### Tunézia
Szövetségi kapitány: Abdelmadzsíd Setálí
| Szám | Poszt | Név                   | Születési dátum (Kor)          | Vál. | Klub                     |
| ---- | ----- | --------------------- | ------------------------------ | ---- | ------------------------ |
| 1    | K     | Szádok Szásszi        | 1945. november 15. (32 éves)   |      | Club Africain            |
| 2    | V     | Mohtár Dzúíb          | 1952. március 23. (26 éves)    |      | CS Sfaxien               |
| 3    | V     | Ali Kábí              | 1953. november 15. (24 éves)   |      | COT Tunis                |
| 4    | KP    | Háled Kászmí          | 1953. április 8. (25 éves)     |      | Club Bizerta             |
| 5    | V     | Mohszen Labidí        | 1954. január 15. (24 éves)     |      | Stade Tunis              |
| 6    | KP    | Nédzsíb Gommíd        | 1953. március 12. (25 éves)    |      | Club Africain            |
| 7    | CS    | Témime Lahzami        | 1949. január 1. (29 éves)      |      | El-Áttihád               |
| 8    | KP    | Mohamed Ben Rahím     | 1951. március 20. (27 éves)    |      | CS Sfaxien               |
| 9    | CS    | Mohamed Akíd          | 1949. július 5. (28 éves)      |      | CS Sfaxien               |
| 10   | KP    | Tárak Dzíáb           | 1954. július 15. (23 éves)     |      | Espérance                |
| 11   | CS    | Abd ál-Raúf Ben Azíza | 1953. szeptember 23. (24 éves) |      | Étoile Sportive du Sahel |
| 12   | KP    | Hemísz Labidí         | 1950. augusztus 30. (27 éves)  |      | JS Kairouan              |
| 13   | CS    | Nédzsíb Limám         | 1953. június 12. (24 éves)     |      | Stade Tunis              |
| 14   | CS    | Szláh Karúí           | 1951. szeptember 11. (26 éves) |      | Étoile Sportive du Sahel |
| 15   | CS    | Mohamed Ben Músza     | 1954. április 5. (24 éves)     |      | Club Africain            |
| 16   | CS    | Oszmán Seháíbí        | 1954. december 23. (23 éves)   |      | JS Kairouan              |
| 17   | V     | Ridá ál-Lúze          | 1953. április 27. (25 éves)    |      | Sfax Railways Sports     |
| 18   | V     | Kemál Seblí           | 1954. március 9. (24 éves)     |      | Club Africain            |
| 19   | CS    | Mokhtar Hasni         | 1952. március 19. (26 éves)    |      | La Louviére              |
| 20   | V     | Amor Dzsebálí         | 1956. december 24. (21 éves)   |      | AS Marsa                 |
| 21   | K     | Lámíne Ben Azíza      | 1952. november 10. (25 éves)   |      | Étoile Sportive du Sahel |
| 22   | K     | Mohtár Náílí          | 1953. szeptember 3. (24 éves)  |      | Club Africain            |

### NSZK
Szövetségi kapitány: Helmut Schön
| Szám | Poszt | Név                      | Születési dátum (Kor)          | Vál. | Klub                     |
| ---- | ----- | ------------------------ | ------------------------------ | ---- | ------------------------ |
| 1    | K     | Sepp Maier               | 1944. február 28. (34 éves)    |      | Bayern München           |
| 2    | V     | Berti Vogts              | 1946. december 30. (31 éves)   |      | Borussia Mönchengladbach |
| 3    | V     | Bernard Dietz            | 1948. március 22. (30 éves)    |      | MSV Duisburg             |
| 4    | V     | Rolf Rüssmann            | 1950. október 13. (27 éves)    |      | Schalke 04               |
| 5    | V     | Manfred Kaltz            | 1953. január 6. (25 éves)      |      | Hamburger SV             |
| 6    | KP    | Rainer Bonhof            | 1952. március 29. (26 éves)    |      | Borussia Mönchengladbach |
| 7    | KP    | Rüdiger Abramczik        | 1956. február 18. (22 éves)    |      | Schalke 04               |
| 8    | V     | Herbert Zimmermann       | 1954. július 1. (23 éves)      |      | 1. FC Köln               |
| 9    | CS    | Klaus Fischer            | 1949. december 27. (28 éves)   |      | Schalke 04               |
| 10   | KP    | Heinz Flohe              | 1948. január 28. (30 éves)     |      | FC Köln                  |
| 11   | CS    | Karl-Heinz Rummenigge    | 1955. szeptember 25. (22 éves) |      | Bayern München           |
| 12   | V     | Hans-Georg Schwarzenbeck | 1948. április 3. (30 éves)     |      | Bayern München           |
| 13   | V     | Harald Konopka           | 1952. november 18. (25 éves)   |      | 1. FC Köln               |
| 14   | CS    | Dieter Müller            | 1954. április 1. (24 éves)     |      | 1. FC Köln               |
| 15   | KP    | Erich Beer               | 1946. december 9. (31 éves)    |      | Hertha Berlin            |
| 16   | KP    | Bernhard Cullmann        | 1949. november 1. (28 éves)    |      | 1. FC Köln               |
| 17   | CS    | Bernd Hölzenbein         | 1946. március 9. (32 éves)     |      | Eintracht Frankfurt      |
| 18   | KP    | Gerd Zewe                | 1950. június 13. (27 éves)     |      | Fortuna Düsseldorf       |
| 19   | CS    | Ronald Worm              | 1953. október 7. (24 éves)     |      | MSV Duisburg             |
| 20   | KP    | Hansi Müller             | 1957. július 27. (20 éves)     |      | VfB Stuttgart            |
| 21   | K     | Rudolf Kargus            | 1952. augusztus 15. (25 éves)  |      | Hamburger SV             |
| 22   | K     | Dieter Burdenski         | 1950. november 26. (27 éves)   |      | Werder Bremen            |

## 3. csoport

### Ausztria
Szövetségi kapitány: Helmut Senekowitsch
| Szám | Poszt | Név                   | Születési dátum (Kor)        | Vál. | Klub                |
| ---- | ----- | --------------------- | ---------------------------- | ---- | ------------------- |
| 1    | K     | Friedrich Koncilia    | 1948. február 25. (30 éves)  | 37   | SSW Innsbruck       |
| 2    | V     | Robert Sara           | 1946. június 9. (31 éves)    | 37   | Austria Wien        |
| 3    | V     | Erich Obermayer       | 1953. január 23. (25 éves)   | 10   | Austria Wien        |
| 4    | V     | Gerhard Breitenberger | 1954. október 14. (23 éves)  | 11   | VÖEST Linz          |
| 5    | V     | Bruno Pezzey          | 1955. február 3. (23 éves)   | 25   | SSW Innsbruck       |
| 6    | KP    | Roland Hattenberger   | 1948. december 7. (29 éves)  | 23   | VfB Stuttgart       |
| 7    | KP    | Josef Hickersberger   | 1948. április 27. (30 éves)  | 33   | Fortuna Düsseldorf  |
| 8    | KP    | Herbert Prohaska      | 1955. augusztus 8. (22 éves) | 27   | Austria Wien        |
| 9    | CS    | Hans Krankl           | 1953. február 14. (25 éves)  | 34   | Rapid Wien          |
| 10   | CS    | Wilhelm Kreuz         | 1949. május 29. (29 éves)    | 35   | Feyenoord           |
| 11   | KP    | Kurt Jara             | 1950. október 14. (27 éves)  | 29   | MSV Duisburg        |
| 12   | KP    | Eduard Krieger        | 1946. december 16. (31 éves) | 20   | Club Brugge         |
| 13   | KP    | Günther Happich       | 1952. január 28. (26 éves)   | 4    | Wiener SC           |
| 14   | V     | Heinrich Strasser     | 1948. október 26. (29 éves)  | 20   | Admira/Wacker       |
| 15   | V     | Heribert Weber        | 1955. június 28. (22 éves)   | 7    | SK Sturm Graz       |
| 16   | V     | Peter Persidis        | 1947. március 8. (31 éves)   | 7    | Rapid Wien          |
| 17   | CS    | Franz Oberacher       | 1954. március 24. (24 éves)  | 3    | SSW Innsbruck       |
| 18   | CS    | Walter Schachner      | 1957. február 1. (21 éves)   | 6    | DSV Alpine Donawitz |
| 19   | CS    | Hans Pirkner          | 1946. március 25. (32 éves)  | 18   | Austria Wien        |
| 20   | KP    | Ernst Baumeister      | 1957. január 22. (21 éves)   | 1    | Austria Wien        |
| 21   | K     | Erwin Fuchsbichler    | 1952. március 27. (26 éves)  | 2    | VÖEST Linz          |
| 22   | K     | Hubert Baumgartner    | 1955. február 25. (23 éves)  | 1    | Austria Wien        |

### Brazília
Szövetségi kapitány: Cláudio Coutinho
| Szám | Poszt | Név              | Születési dátum (Kor)         | Vál. | Klub             |
| ---- | ----- | ---------------- | ----------------------------- | ---- | ---------------- |
| 1    | K     | Leão             | 1949. július 11. (28 éves)    |      | Palmeiras        |
| 2    | V     | Toninho          | 1948. június 7. (29 éves)     |      | Flamengo         |
| 3    | V     | Oscar            | 1954. június 20. (23 éves)    |      | Ponte Preta      |
| 4    | V     | Amaral           | 1954. december 25. (23 éves)  |      | Corinthians      |
| 5    | KP    | Toninho Cerezo   | 1955. április 21. (23 éves)   |      | Atlético Mineiro |
| 6    | V     | Edinho           | 1955. június 5. (22 éves)     |      | Fluminense       |
| 7    | CS    | Zé Sérgio        | 1957. március 8. (21 éves)    |      | São Paulo        |
| 8    | KP    | Zico             | 1953. március 3. (25 éves)    |      | Flamengo         |
| 9    | CS    | Reinaldo         | 1957. január 11. (21 éves)    |      | Atlético Mineiro |
| 10   | CS    | Rivellino        | 1946. január 1. (32 éves)     |      | Fluminense       |
| 11   | KP    | Dirceu           | 1952. június 15. (25 éves)    |      | Vasco da Gama    |
| 12   | K     | Carlos           | 1956. március 4. (22 éves)    |      | Ponte Preta      |
| 13   | V     | Nelinho          | 1950. július 26. (27 éves)    |      | Cruzeiro         |
| 14   | V     | Abel             | 1952. szeptember 1. (25 éves) |      | Vasco da Gama    |
| 15   | V     | Polozzi          | 1955. október 1. (22 éves)    |      | Ponte Preta      |
| 16   | V     | Rodrigues Neto   | 1949. december 6. (28 éves)   |      | Botafogo         |
| 17   | KP    | Batista          | 1955. március 8. (23 éves)    |      | Internacional    |
| 18   | CS    | Gil              | 1950. december 24. (27 éves)  |      | Botafogo         |
| 19   | KP    | Jorge Mendonça   | 1954. június 6. (23 éves)     |      | Palmeiras        |
| 20   | CS    | Roberto Dinamite | 1954. április 13. (24 éves)   |      | Vasco da Gama    |
| 21   | KP    | Chicão           | 1949. január 30. (29 éves)    |      | São Paulo        |
| 22   | K     | Waldir Peres     | 1951. február 2. (27 éves)    |      | São Paulo        |

### Spanyolország
Szövetségi kapitány:  Kubala László
| Szám | Poszt | Név                   | Születési dátum (Kor)          | Vál. | Klub              |
| ---- | ----- | --------------------- | ------------------------------ | ---- | ----------------- |
| 1    | K     | Luis Arconada         | 1954. június 26. (23 éves)     |      | Real Sociedad     |
| 2    | V     | Antonio de la Cruz    | 1947. május 7. (31 éves)       |      | FC Barcelona      |
| 3    | KP    | Francisco Javier Uría | 1950. február 1. (28 éves)     |      | Sporting de Gijón |
| 4    | KP    | Juan Manuel Asensi    | 1949. szeptember 23. (28 éves) |      | FC Barcelona      |
| 5    | V     | Migueli               | 1951. december 19. (26 éves)   |      | FC Barcelona      |
| 6    | V     | Antonio Biosca        | 1949. december 8. (28 éves)    |      | Real Betis        |
| 7    | CS    | Dani                  | 1951. június 28. (26 éves)     |      | Athletic Club     |
| 8    | CS    | Juanito               | 1954. november 10. (23 éves)   |      | Real Madrid       |
| 9    | CS    | Quini                 | 1949. szeptember 23. (28 éves) |      | Sporting de Gijón |
| 10   | CS    | Santillana            | 1952. augusztus 23. (25 éves)  |      | Real Madrid       |
| 11   | KP    | Julio Cardeñosa       | 1949. október 27. (28 éves)    |      | Real Betis        |
| 12   | KP    | Antonio Guzmán        | 1953. december 2. (24 éves)    |      | Rayo Vallecano    |
| 13   | K     | Miguel Ángel          | 1947. december 24. (30 éves)   |      | Real Madrid       |
| 14   | CS    | Eugenio Leal          | 1953. május 13. (25 éves)      |      | Atlético Madrid   |
| 15   | CS    | Marañón               | 1948. július 23. (29 éves)     |      | RCD Espanyol      |
| 16   | V     | Antonio Olmo          | 1954. január 18. (24 éves)     |      | FC Barcelona      |
| 17   | V     | Marcelino             | 1955. augusztus 13. (22 éves)  |      | Atlético Madrid   |
| 18   | V     | Pirri                 | 1945. március 11. (33 éves)    |      | Real Madrid       |
| 19   | CS    | Carles Rexach         | 1947. január 13. (31 éves)     |      | FC Barcelona      |
| 20   | CS    | Rubén Cano            | 1951. február 5. (27 éves)     |      | Atlético Madrid   |
| 21   | KP    | Isidoro San José      | 1956. október 27. (21 éves)    |      | Real Madrid       |
| 22   | K     | Urruti                | 1952. február 17. (26 éves)    |      | RCD Español       |

### Svédország
Szövetségi kapitány: Georg Ericson
| Szám | Poszt | Név                | Születési dátum (Kor)          | Vál. | Klub                   |
| ---- | ----- | ------------------ | ------------------------------ | ---- | ---------------------- |
| 1    | K     | Ronnie Hellström   | 1949. február 21. (29 éves)    |      | 1. FC Kaiserslautern   |
| 2    | V     | Hasse Borg         | 1953. augusztus 4. (24 éves)   |      | Eintracht Braunschweig |
| 3    | V     | Roy Andersson      | 1949. augusztus 2. (28 éves)   |      | Malmö FF               |
| 4    | V     | Björn Nordqvist    | 1942. október 6. (35 éves)     |      | IFK Göteborg           |
| 5    | V     | Ingemar Erlandsson | 1957. november 16. (20 éves)   |      | Malmö FF               |
| 6    | KP    | Staffan Tapper     | 1948. július 10. (29 éves)     |      | Malmö FF               |
| 7    | KP    | Anders Linderoth   | 1950. március 21. (28 éves)    |      | Olympique Marseille    |
| 8    | CS    | Bo Larsson         | 1944. május 5. (34 éves)       |      | Malmö FF               |
| 9    | KP    | Lennart Larsson    | 1953. július 9. (24 éves)      |      | FC Schalke 04          |
| 10   | KP    | Thomas Sjöberg     | 1952. július 6. (25 éves)      |      | Malmö FF               |
| 11   | CS    | Benny Wendt        | 1950. november 4. (27 éves)    |      | 1. FC Kaiserslautern   |
| 12   | K     | Göran Hagberg      | 1947. november 8. (30 éves)    |      | Östers IF              |
| 13   | V     | Magnus Andersson   | 1958. április 23. (20 éves)    |      | Malmö FF               |
| 14   | KP    | Ronald Åhman       | 1957. január 31. (21 éves)     |      | Örebro SK              |
| 15   | CS    | Torbjörn Nilsson   | 1954. július 9. (23 éves)      |      | IFK Göteborg           |
| 16   | CS    | Conny Torstensson  | 1949. augusztus 28. (28 éves)  |      | FC Zürich              |
| 17   | K     | Jan Möller         | 1953. szeptember 17. (24 éves) |      | Malmö FF               |
| 18   | KP    | Olle Nordin        | 1949. november 23. (28 éves)   |      | IFK Göteborg           |
| 19   | V     | Kent Karlsson      | 1945. november 25. (32 éves)   |      | IFK Eskilstuna         |
| 20   | V     | Roland Andersson   | 1950. március 28. (28 éves)    |      | Malmö FF               |
| 21   | CS    | Sanny Åslund       | 1952. augusztus 29. (25 éves)  |      | AIK Fotboll            |
| 22   | CS    | Ralf Edström       | 1952. október 7. (25 éves)     |      | IFK Göteborg           |

## 4. csoport

### Irán
Szövetségi kapitány: Hesmat Mohádzseráni
| Szám | Poszt | Név                  | Születési dátum (Kor)          | Vál. | Klub            |
| ---- | ----- | -------------------- | ------------------------------ | ---- | --------------- |
| 1    | K     | Nászer Hedzsázi      | 1949. december 14. (28 éves)   |      | Sáhin Teherán   |
| 2    | KP    | Iraj Danaeifard      | 1951. március 19. (27 éves)    |      | Tádzs           |
| 3    | CS    | Betás Fariba         | 1955. február 11. (23 éves)    |      | Pas FC          |
| 4    | CS    | Madzsid Biskár       | 1956. augusztus 6. (21 éves)   |      | Rastakhiz FC    |
| 5    | V     | Dzsavád Allahverdi   | 1954. július 16. (23 éves)     |      | Persepolis FC   |
| 6    | KP    | Hasszán Najebága     | 1950. szeptember 17. (27 éves) |      | Homa FC         |
| 7    | KP    | Ali Parvin           | 1946. október 12. (31 éves)    |      | Persepolis FC   |
| 8    | KP    | Ebráhim Kásempúr     | 1956. augusztus 24. (21 éves)  |      | Shahbaz FC      |
| 9    | KP    | Mohammad Szadegi     | 1951. március 17. (27 éves)    |      | Pas FC          |
| 10   | CS    | Haszan Rovsan        | 1955. június 2. (22 éves)      |      | Tádzs           |
| 11   | V     | Alirezá Kesgáján     | 1954. február 27. (24 éves)    |      | Bargh Shiraz FC |
| 12   | K     | Barám Mavaddat       | 1950. január 30. (28 éves)     |      | Szepáhán FC     |
| 13   | CS    | Hamíd Madzsd Tejmúri | 1953. június 3. (24 éves)      |      | Shahbaz FC      |
| 14   | V     | Hasszan Nazari       | 1955. augusztus 19. (22 éves)  |      | Tádzs           |
| 15   | V     | Andranik Eskandarian | 1951. december 31. (26 éves)   |      | Tádzs           |
| 16   | CS    | Nasszer Nuráji       | 1956. július 9. (21 éves)      |      | Homa FC         |
| 17   | CS    | Gafúr Dzsaháni       | 1950. június 18. (27 éves)     |      | Malavan FC      |
| 18   | CS    | Hosszejn Faraki      | 1956. április 19. (22 éves)    |      | Pas FC          |
| 19   | V     | Ali Sodzsáj          | 1953. március 23. (25 éves)    |      | Szepáhán FC     |
| 20   | CS    | Naszrolláh Abdolláhi | 1951. szeptember 2. (26 éves)  |      | Shahbaz FC      |
| 21   | V     | Hosszejn Kázeráni    | 1947. április 13. (31 éves)    |      | Pas FC          |
| 22   | K     | Raszúl Korbekandi    | 1953. január 27. (25 éves)     |      | FC Zob Ahan     |

### Hollandia
Szövetségi kapitány:  Ernst Happel
| Szám | Poszt | Név                  | Születési dátum (Kor)          | Vál. | Klub             |
| ---- | ----- | -------------------- | ------------------------------ | ---- | ---------------- |
| 1    | K     | Piet Schrijvers      | 1946. december 15. (31 éves)   | 16   | Ajax             |
| 2    | V     | Jan Poortvliet       | 1955. szeptember 21. (22 éves) | 1    | PSV Eindhoven    |
| 3    | KP    | Dick Schoenaker      | 1952. november 30. (25 éves)   | 0    | Ajax             |
| 4    | V     | Adrie van Kraaij     | 1953. augusztus 1. (24 éves)   | 13   | PSV              |
| 5    | V     | Ruud Krol            | 1949. március 24. (29 éves)    | 52   | Ajax             |
| 6    | KP    | Wim Jansen           | 1946. október 28. (31 éves)    | 50   | Feyenoord        |
| 7    | KP    | Piet Wildschut       | 1957. október 25. (20 éves)    | 1    | Twente           |
| 8    | K     | Jan Jongbloed        | 1940. november 25. (37 éves)   | 19   | Roda JC          |
| 9    | KP    | Arie Haan            | 1948. november 16. (29 éves)   | 24   | Anderlecht       |
| 10   | KP    | René van de Kerkhof  | 1951. szeptember 16. (26 éves) | 20   | PSV Eindhoven    |
| 11   | KP    | Willy van de Kerkhof | 1951. szeptember 16. (26 éves) | 18   | PSV Eindhoven    |
| 12   | CS    | Rob Rensenbrink      | 1947. július 3. (30 éves)      | 34   | Anderlecht       |
| 13   | KP    | Johan Neeskens       | 1951. szeptember 15. (26 éves) | 38   | Barcelona        |
| 14   | KP    | Johan Boskamp        | 1948. október 21. (29 éves)    | 1    | Molenbeek        |
| 15   | V     | Hugo Hovenkamp       | 1950. október 5. (27 éves)     | 7    | AZ               |
| 16   | CS    | Johnny Rep           | 1951. november 25. (26 éves)   | 23   | SC Bastia        |
| 17   | V     | Wim Rijsbergen       | 1952. január 18. (26 éves)     | 25   | Feyenoord        |
| 18   | CS    | Dick Nanninga        | 1949. január 17. (29 éves)     | 1    | Roda JC          |
| 19   | K     | Pim Doesburg         | 1943. október 28. (34 éves)    | 2    | Sparta Rotterdam |
| 20   | V     | Wim Suurbier         | 1945. január 16. (33 éves)     | 56   | Schalke 04       |
| 21   | CS    | Harry Lubse          | 1951. szeptember 23. (26 éves) | 1    | PSV Eindhoven    |
| 22   | V     | Ernie Brandts        | 1956. február 3. (22 éves)     | 1    | PSV Eindhoven    |

### Peru
Szövetségi kapitány: Marcos Calderón
| Szám | Poszt | Név                 | Születési dátum (Kor)          | Vál. | Klub                        |
| ---- | ----- | ------------------- | ------------------------------ | ---- | --------------------------- |
| 1    | K     | Ottorino Sartor     | 1945. szeptember 18. (32 éves) |      | Colegio Nacional de Iquitos |
| 2    | V     | Jaime Duarte        | 1955. február 27. (23 éves)    |      | Alianza Lima                |
| 3    | V     | Rodolfo Manzo       | 1949. június 5. (28 éves)      |      | Deportivo Municipal         |
| 4    | V     | Héctor Chumpitaz    | 1944. április 12. (34 éves)    |      | Sporting Cristal            |
| 5    | V     | Rubén Toribio Díaz  | 1952. április 17. (26 éves)    |      | Sporting Cristal            |
| 6    | KP    | José Velásquez      | 1952. június 4. (25 éves)      |      | Alianza Lima                |
| 7    | CS    | Juan José Muñante   | 1952. május 4. (26 éves)       |      | Pumas                       |
| 8    | KP    | César Cueto         | 1952. június 16. (25 éves)     |      | Alianza Lima                |
| 9    | KP    | Percy Rojas         | 1949. szeptember 16. (28 éves) |      | Sporting Cristal            |
| 10   | KP    | Teófilo Cubillas    | 1949. március 8. (29 éves)     |      | Alianza Lima                |
| 11   | CS    | Juan Carlos Oblitas | 1951. február 16. (27 éves)    |      | Sporting Cristal            |
| 12   | CS    | Roberto Mosquera    | 1956. június 21. (21 éves)     |      | Sporting Cristal            |
| 13   | K     | Juan Cáceres        | 1949. december 27. (28 éves)   |      | Alianza Lima                |
| 14   | V     | José Navarro        | 1948. szeptember 24. (29 éves) |      | Sporting Cristal            |
| 15   | KP    | Germán Leguía       | 1954. január 2. (24 éves)      |      | Deportivo Municipal         |
| 16   | KP    | Raúl Gorriti        | 1956. október 10. (21 éves)    |      | Sporting Cristal            |
| 17   | KP    | Alfredo Quesada     | 1949. szeptember 22. (28 éves) |      | Sporting Cristal            |
| 18   | KP    | Ernesto Labarthe    | 1956. június 2. (21 éves)      |      | Sport Boys                  |
| 19   | CS    | Guillermo La Rosa   | 1952. június 6. (25 éves)      |      | Alianza Lima                |
| 20   | CS    | Hugo Sotil          | 1948. május 18. (30 éves)      |      | Alianza Lima                |
| 21   | K     | Ramón Quiroga       | 1950. július 23. (27 éves)     |      | Sporting Cristal            |
| 22   | V     | Roberto Rojas       | 1955. október 26. (22 éves)    |      | Alianza Lima                |

### Skócia
Szövetségi kapitány: Ally MacLeod
| Szám | Poszt | Név             | Születési dátum (Kor)          | Vál. | Klub              |
| ---- | ----- | --------------- | ------------------------------ | ---- | ----------------- |
| 1    | K     | Alan Rough      | 1951. november 25. (26 éves)   |      | Partick Thistle   |
| 2    | V     | Sandy Jardine   | 1948. december 31. (29 éves)   |      | Rangers           |
| 3    | V     | Willie Donachie | 1951. október 5. (26 éves)     |      | Manchester City   |
| 4    | V     | Martin Buchan   | 1949. március 6. (29 éves)     |      | Manchester United |
| 5    | V     | Gordon McQueen  | 1952. június 26. (25 éves)     |      | Manchester United |
| 6    | KP    | Bruce Rioch     | 1947. szeptember 6. (30 éves)  |      | Derby County      |
| 7    | KP    | Don Masson      | 1949. augusztus 26. (28 éves)  |      | Derby County      |
| 8    | CS    | Kenny Dalglish  | 1951. március 4. (27 éves)     |      | Liverpool         |
| 9    | CS    | Joe Jordan      | 1951. december 15. (26 éves)   |      | Manchester United |
| 10   | KP    | Asa Hartford    | 1950. október 24. (27 éves)    |      | Manchester City   |
| 11   | KP    | Willie Johnston | 1946. december 19. (31 éves)   |      | West Bromwich     |
| 12   | K     | Jim Blyth       | 1955. február 2. (23 éves)     |      | Coventry City     |
| 13   | V     | Stuart Kennedy  | 1953. május 31. (25 éves)      |      | Aberdeen          |
| 14   | V     | Tom Forsyth     | 1949. január 23. (29 éves)     |      | Rangers           |
| 15   | KP    | Archie Gemmill  | 1947. március 24. (31 éves)    |      | Nottingham Forest |
| 16   | CS    | Lou Macari      | 1949. június 7. (28 éves)      |      | Manchester United |
| 17   | CS    | Derek Johnstone | 1953. november 4. (24 éves)    |      | Rangers           |
| 18   | KP    | Graeme Souness  | 1953. május 6. (25 éves)       |      | Liverpool         |
| 19   | CS    | John Robertson  | 1953. január 20. (25 éves)     |      | Nottingham Forest |
| 20   | K     | Bobby Clark     | 1945. szeptember 26. (32 éves) |      | Aberdeen          |
| 21   | CS    | Joe Harper      | 1948. január 11. (30 éves)     |      | Aberdeen          |
| 22   | V     | Kenny Burns     | 1953. szeptember 23. (24 éves) |      | Nottingham Forest |